# سردرد ناشی از مصرف بیش از حد دارو
سردرد ناشی از مصرف بیش از حد دارو (انگلیسی: Medication overuse headache) که به عنوان سردرد ارتجاعی نیز شناخته می‌شود، معمولاً هنگامی رخ می‌دهد که ضد درد برای تسکین سردرد به‌طور مکرر مصرف شود. سردرد مراجعه‌کننده اغلب روزانه اتفاق می‌افتد و می‌تواند بسیار دردآور بوده و موجب سردرد مزمن روزانه شود. این نوع از سردردها به‌طور معمول در بیماران مبتلا به اختلالات سردرد اساسی مانند میگرن یا سردردهای تنشی رخ می‌دهند. سردرد ناشی از مصرف بیش از حد دارو، یک اختلال جدی، غیرفعال و بسیار مشخص است، که یک مشکل جهانی بوده و اکنون سومین نوع سردرد شایع در نظر گرفته می‌شود.